# 黃大仙區康樂體育會足球隊
黃大仙區康樂體育會足球隊（是香港黃大仙區的一個地區足球隊，屬於「黃大仙區康樂體育會」旗下。

## 球隊歷史

### 創始年代（1980年–2001年）
黃大仙區康樂體育會在1980年代已加入香港足球總會，參加丙組聯賽，1990年因原本只得8隊的香港乙組足球聯賽需要擴充隊數，得以首次升上乙組聯賽作賽。
1990–1991年度，黃大仙首次升上乙組聯賽，便在前海蜂足球部主任還士祥帶領下，以18戰9勝6和3負得24分，獲得亞軍，取得升上甲組的資格。可惜最終放棄升班，留在乙組作賽。
到了1998–1999年度，黃大仙戰績低落，在乙組 11 支球隊中名列第 10，與包尾的東昇，一同降落丙組作賽。在2000–2001年度，黃大仙於香港丙組(甲)足球聯賽名列包尾，遭淘汰出局。

### 地區球隊年代（2002年–2012年）
香港足球總會依照荷蘭足球顧問報告，與全香港各區區議會合作，於2002年成立香港丙組(地區)聯賽，首屆賽事只有11個區議會派隊參賽，加上香港學界及香港08共13隊參賽，翌屆全香港18個區議會均有派隊。於是，黃大仙重新加入，代表黃大仙區議會參加香港丙組(地區)聯賽。
2009–2009年度香港丙組(地區)聯賽，黃大仙以14戰4勝2和8負得14分成績，在15支球隊中獲得第12名。在初級組銀牌賽亦首次殺入四強，最終於準決賽以 1–2 不敵深水埗，無緣晉身決賽。
2009–2010年度，黃大仙以13戰5勝3和5負得18分，獲得香港丙組(地區)聯賽第6名。
2011–2012年度，最後一屆香港丙組(地區)聯賽，黃大仙在次席被荃灣以11分拋離，最後以14戰6勝5和3負得23分，只獲得第3名，未能進入丙組聯賽總決賽。
2012–2013年度，黃大仙羅致了陳志光、招重文、楊健華等幾名前甲組球員助陣，增強實力爭取升班。結果全季以26戰18勝5和3負得59，贏得合併後的首屆香港丙組足球聯賽冠軍，得以重返乙組作賽。

### 頂級聯賽年代（2014年–2016年）
黃大仙於2013–2014年度球季，除了保留陳志光、招重文等升班功臣外，再羅致蘇尚貴、迪達等前甲組球員，取得乙組聯賽亞軍，符合升級到香港職業聯賽資格（後來改稱香港超級聯賽）。黃大仙申請了香港職業聯賽牌照，並於2014年7月獲香港足球總會確認將會獲得香港球會牌照，可正式參加香港超級聯賽。首次參加頂級足球聯賽的黃大仙，由招重文與潘文俊擔任雙教練，將會以斧山道運動場為主場。
2014–2015年球季，黃大仙以16戰3勝5和8負得14分，獲得香港超級聯賽第8名，成功留級。2015－2016年球季，球會因為財困問題，最終獲得獲冠名為灝天黃大仙，但最終只得11分排行榜尾，需要降級至香港甲組聯賽。其後，球會曾一度申請留級並獲得香港足球總會接納，但最終因贊助問題決定不留級。

### 後超聯年代（2016年–2018年 ）
2016年，因為球隊降落香港甲組聯賽，不少港青，港隊及香港五人代表足球隊成員會離開球隊，轉住其他港超球隊，包括王景華、余沛康、黃駿軒、楊賜麟、趙俊傑及廖培楓。球隊部份職員也離開球隊。球隊總監黃偉明、主教練招重文、助教潘文俊、物理治療師黃晉賢、戴楚翹、總務馬文俊、守門員教練簡順昌離開球隊。
2016–2017年球季參與香港甲組聯賽，以26戰得71分成為今屆甲組聯賽亞軍，並獲得來季港超聯的升班資格，2017年5月，黃大仙經過會議研究後內部會議決定維持現狀繼續留守港甲，不會向足總申請港超聯席位。

### 香港甲組聯賽時期 (2018年一2024年）
2018年7月，部份主力離隊他投，包括中場大將蘇來強，導致成績下滑，捲入護級旋渦，2019年1月轉會窗重開，一口氣簽入四名援將，包括龍門陳家麒，中堅林毅東，及兩名外援Maric, Ivan和Milanovic, Nikola。加強整體防守及攻擊力，增加護級成功機會。2019-2020年度球季，甲組聯賽因新冠肺炎疫情腰斬前，黃大仙排名尾二。2023一24球季。和西貢，包尾及尾二，依球例要降至乙组。6月大部份主力球員離隊，包括中堅陳海彰，蒙古中堅奥恩博轉投深水埗。

### 香港乙組聯賽時期 (2024年一)
2024–2025年球季黃大仙參與香港乙組聯賽，大軍名單包括：龍門黃永康，中堅陳皓駿，丘俊庭，蘇智仁，許卓倫，陳建邦，陳志仁，香柏翹，馬金駿，高煜稀，黃華麟，黎尚栩，羅焌軒，羅境曦，潘駿雄，張世康，張家鳴，徐嘉浩，曾瀚林，朱浚源，李卓森，李昀洛，林熾城，梁栢豪，歐懷曦，龍門沈俊軒，黎卓然，翁日朗，李博華。

## 球會榮譽
| 榮譽                    | 次數        | 年度                     |
| 本 土 聯 賽             | 本 土 聯 賽 | 本 土 聯 賽              |
| ----------------------- | ----------- | ------------------------ |
| 甲組聯賽（第二級） 亞軍 | 1           | 2016–2017年              |
| 乙組聯賽（第二級） 亞軍 | 2           | 1990–1991年、2013–2014年 |
| 丙組聯賽 冠軍           | 1           | 2012–2013年              |

## 管理層及職球員名單

### 職員名單
| 會長：   | 楊志雄        |
| 主席：   | 黃錦超        |
| 主教練： | 陳海彰 羅志鋒 |

### 球員名單（2024年一2025年）
| 號碼   | 國籍   | 球員名字                              | 出生日期       | 加盟年份 | 前效力球會   | 球員註冊身份 | 備註   |
| 守門員 | 守門員 | 守門員                                | 守門員         | 守門員   | 守門員       | 守門員       | 守門員 |
| ------ | ------ | ------------------------------------- | -------------- | -------- | ------------ | ------------ | ------ |
| 12     | 香港   | 程文俊（Ching Man Chun）              | 1992年         | 2016年   | 晉峰         |              |        |
| －     | 香港   | 陳家麒（Chan Ka Ki）                  | 1979年4月25日  | 2018年   | 傑志         |              |        |
| 後衛   |        |                                       |                |          |              |              |        |
| 2      | 香港   | 賴嘉輝（Lai Ka Fai）                  | 1983年5月30日  | 2016年   | 花花         |              |        |
| 5      | 香港   | 陳景泰（Chan King Tai）               |                | 2016年   | 油尖旺       |              |        |
| 10     | 香港   | 荊騰（Jing Teng）                     | 1990年5月20日  | 2017年   | 富力R&F      |              |        |
| 17     | 香港   | 殷惠康（Yan Wai Hong）                | 1990年5月17日  | 2016年   | 日之泉JC晨曦 |              |        |
| 21     | 香港   | 盧俊傑（Lo Chun Kit）                 | 1985年11月13日 | 2016年   | 沙田         |              |        |
| 22     | 香港   | 黃永森（Wong Wing Sum）               |                | 2016年   | 淦源         |              |        |
| 26     | 香港   | 李曉亮（Lee Hiu Leong）               |                | 2016年   | 油尖旺       |              |        |
| 28     | 香港   | 盧天昊（Lo Tin Ho）                   |                | 2016年   | 油尖旺       |              |        |
| 35     |        | Kurtusic, Ivan                        |                | 2018年   |              |              |        |
| 77     | 香港   | 迪達（Valdo）                         | 1983年         | 2016年   | 駿其         |              |        |
| －     |        | Milanovic, Nikola（Milanovic Nikola） |                | 2016年   |              |              |        |
| 中場   |        |                                       |                |          |              |              |        |
| 4      | 香港   | 戴偉崙（Tai Wai Lun）                 |                | 2016年   | 油尖旺       |              |        |
| 7      | 香港   | 馬鴻銘（Ma Hung Ming）                |                | 2016年   | 香港         |              |        |
| 8      | 香港   | 黃俊樂（Wong Chun Lok）               |                | 2016年   | 香港         |              |        |
| 9      | 香港   | 梁烙峰（Leung Lok Fung）              |                | 2016年   | 香港         |              |        |
| 11     | 香港   | 張偉輝（Cheung Wai Fai）              | 1985年         | 2016年   | 油尖旺       |              |        |
| 20     | 香港   | 餘偉鵬（Yu Wai Pang）                 |                | 2016年   | 油尖旺       |              |        |
| 29     | 香港   | 雲暐棋（Wan Wai Ki）                  |                | 2016年   | 油尖旺       |              |        |
| 42     | 香港   | 吳兆輝（Ng Siu Fai）                  | 1988年         | 2016年   | 油尖旺       |              |        |
| －     | 香港   | 黃志康（Wong Chi Hong）               |                | 2016年   | 香港         |              |        |
| －     | 香港   | 曾嘉祺（Tsang Ka Ki）                 |                | 2016年   | 油尖旺       |              |        |
| 前鋒   |        |                                       |                |          |              |              |        |
| 23     | 香港   | 馬鳴駿（Ma Ming Chun）                |                | 2016年   | 香港         |              |        |
| 24     | 香港   | 林子聰（Lam Tsz Chung）               |                | 2016年   | 油尖旺       |              |        |
| 27     | 香港   | 李靈峰（Li Ling Fung）                | 1986年1月13日  | 2016年   | 沙田         |              |        |
| －     |        | Maric, Ivan                           |                | 2017年   |              |              |        |

## 曾效力球員

### 本地球員
| 號碼   | 國籍           | 球員名字                         | 出生日期 | 加盟年份 | 前效力球會   |
| 守門員 | 守門員         | 守門員                           | 守門員   | 守門員   | 守門員       |
| ------ | -------------- | -------------------------------- | -------- | -------- | ------------ |
| 99     | 香港           | 吳駿發（Ng Chun Fat）            |          |          | 香港飛馬     |
| 後衛   |                |                                  |          |          |              |
| 7      | 香港           | 陳海彰（Chan Hoi Cheung）        |          |          | 駿其         |
| 25     | 香港           | 陳子傑（Chan Chi Kit）           |          |          | 東區         |
|        | 香港           | 李志豪（Lee Chi Ho）             |          |          | 愉園         |
| 26     | 香港           | 陳卓光（Chan Cheuk Kwong）       |          |          | 凱景         |
| 21     | 香港           | 張國龍（Cheung Kwok Lung）       |          |          | 中西區       |
| 5      | 刚果民主共和国 | Micke-Dongo Haulland Shamarrange |          |          | All Black FC |
| 12     | 香港           | 郭鎮東（Kwok Chun Tung）         |          |          | 中西區       |
| 13     | 香港           | 張世康（Cheung Sai Hong）        |          |          | 黃大仙       |
| 中場   |                |                                  |          |          |              |
| 9      | 香港           | 鄭子龍（Cheng Tsz Lung）         |          |          | 東區         |
|        | 香港           | 鄧維傑（Tang Wai Kit）           |          |          | 東區         |
|        | 香港           | 鄧志傑（Tang Chi Kit）           |          |          | 東區         |
| 15     | 香港           | 梁皓程（Leung Ho Ching）         |          |          | 油尖旺       |
|        | 香港           | 關璐嘉（Kwan Lo Ka）             |          |          | 駒騰         |
| 6      | 香港           | 蘇來強（So Loi Keung）           |          |          | 大埔         |
| 17     | 香港           | 朱俊僑（Chu Chun Kiu）           |          |          | 東方         |
| 18     | 香港           | 羅希文（Lam Alex）               |          |          | 南華         |
| 20     | 香港           | 蘇子誠（So Tsz Shing）           |          |          | 九龍城       |
| 4      | 香港           | 陳輝烆（Chan Fai Hang）          |          |          | 黃大仙       |
| 8      | 香港           | 鄭灝朗（Cheng Ho Long）          |          |          | 中西區       |
| 前鋒   |                |                                  |          |          |              |
| 11     | 香港           | 張偉輝（Cheung Wai Fai）         |          |          | 黃大仙       |
| 2      | 几内亚         | Keita Alpha Oumar                |          |          |              |
| 24     | 乌克兰         | Okpe Artem                       |          |          |              |
| 22     | 香港           | 雲暐棋（Wan Wai Ki）             |          |          | 黃大仙       |
| 14     | 香港           | 周睿弘（Chan Hoi Cheung）        |          |          | 理文         |

| 張偉康 | 余沛康 | 趙俊傑 | 陳卓光 | 陳立明 | 黃駿軒 | 楊賜麟 | 劉梓堅 |
| 劉冠邦 | 廖培楓 | 杜瀚滔 | 李鍵   | 蘇來強 | 張景驊 | 曾文輝 | 廖富源 |
| 林毅東 |        |        |        |        |        |        |        |

### 外援球員
| 杜馬思 | 艾華頓 | 連拿度 | 辛祖 | 伊藤紘平 | 中村祐人 | 尹東憲 | 卡立 |

## 外部連結
- 黃大仙區康樂體育會官方網站
- 黃大仙區康樂體育會足球隊的Facebook專頁
- 香港足球總會網頁球會資料 （页面存档备份，存于）